# Lathyrus zionis
Lathyrus zionis là một loài thực vật có hoa trong họ Đậu. Loài này được C.L.Hitchc. miêu tả khoa học đầu tiên.